# 히세예 칼데론
히세예 칼데론(Giselle Calderón, 1987년 8월 9일 ~ )은 에콰도르의 배우이다.